# Santa Ana Batha
Santa Ana Batha es una localidad de México perteneciente al municipio de Chilcuautla en el estado de Hidalgo.

## Geografía
Se encuentra en la región del Valle del Mezquital, a la localidad le corresponden las coordenadas geográficas 20° 22’ 39.405” de latitud norte y 99° 11’ 27.007” de longitud oeste, con una altitud de 1938 m s. n. m. Se encuentra a una distancia aproximada de 10.20 kilómetros al noreste de la cabecera municipal, Chilcuautla.
En cuanto a fisiografía se encuentra dentro de las provincia del Eje Neovolcánico, dentro de la subprovincia de Llanuras y sierras de Querétaro e Hidalgo; su terreno es de sierra y lomerío. En lo que respecta a la hidrografía se encuentra posicionado en la región del río Panuco, dentro de la cuenca del río Moctezuma, en la subcuenca del río Tula. Cuenta con un clima semiseco templado.

## Demografía
En 2020 registró una población de 1862 personas, lo que corresponde al 9.85 % de la población municipal. De los cuales 918 son hombres y 944 son mujeres. Tiene 468 viviendas particulares habitadas.
| Gráfica de evolución demográfica de Santa Ana Batha entre 1950 y 2020                        |
|                                                                                              |
| Población de los censos y conteos del Instituto Nacional de Estadística y Geografía (INEGI). |

## Economía
La localidad tiene un grado de marginación medio y un grado de rezago social bajo.